# Roewe

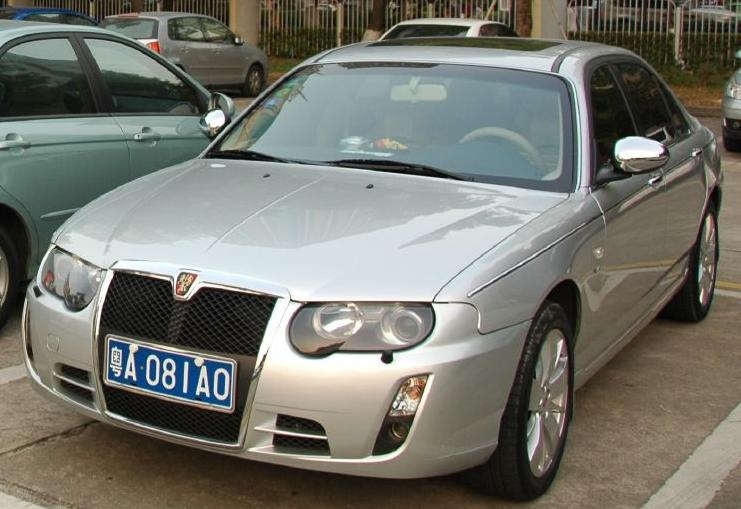
Roewe 750, baserad på Rover 75

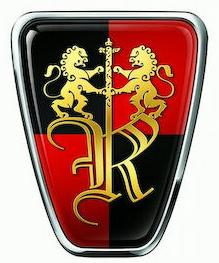
LOGO

Roewe (荣威; Róngwēi) är ett kinesiskt bilmärke ägt av Shanghai Automotive Industry Corporation (SAIC). Det bildades  2006 efter att SAIC köpt resterna av den brittiska industrikoncernen MG Rover som gått i konkurs året innan. Eftersom Ford hade förköpsrätt till namnet Rover, vilket man utnyttjade för att skydda märket Land Rover som de då ägde, valde SAIC att skapa ett nytt märke med ett liknande namn. Roewes kinesiska namn (荣威) betyder "heder och prestige". Bilarna är främst baserade på gamla Rover-modeller. Vissa modeller har exporterats till Chile under namnet MG (som också ägs av SAIC). Det fanns tidigare även planer på försäljning inom Europa under namnet SsangYong.

## Bilmodeller
- Roewe 750 (har även sålts som MG)
- Roewe 550 (har även sålts som MG)
- Roewe 250
- Roewe 350